# Стефанини, Лукреция
Лукреция Стефанини (итал. Lucrezia Stefanini; род. 15 мая 1998, Флоренция) — итальянская теннисистка.

## Спортивная карьера
Стефанини впервые в карьере приняла участие в турнире ITF в 2014 году.
В туре WTA дебютировала в 2021 году на турнире в Абу-Даби, пройдя квалификацию, но уступив уже в первом раунде Елене Рыбакиной в двух сетах.
Стефанини дебютировала на Открытом чемпионате Австралии в 2023 году. Одержала свою первую победу на этом уровне, победив в первом раунде Татьяну Марию в трех сетах, во втором матче проиграла Варваре Грачёвой.
Лукреция получила специальное приглашение в основную сетку домашнего турнира WTA 1000 Italian Open в Риме в 2023 году, проиграв в первом раунде Ван Сиюй из Китая, а в 2024 году она смогла победить в первом круге соотечественницу Витторию Паганетти, но затем уступила Линде Носковой.
На Открытом чемпионате Гвадалахары 2024 Стефанини квалифицировался в основную сетку и победил Ану Софию Санчес в трех сетах, вышла во второй раунд где проиграла шестой сеяной Марии Боузковой.

## Итоговое место в рейтинге WTA по годам
| Год  | Одиночный рейтинг | Парный рейтинг |
| 2024 | 153               | —              |
| 2023 | 119               | —              |
| 2022 | 142               | 580            |
| 2021 | 180               | 516            |
| 2020 | 390               | 585            |
| 2019 | 430               | 597            |
| 2018 | 407               | 657            |
| 2017 | 503               | 638            |
| 2016 | 755               | 736            |
| 2015 | 926               | —              |